# Jacinda Ardern
Jacinda Kate Laurell Ardern, novozelandska političarka, * 26. julij 1980, Hamilton.
Svojo politično kariero je začela kot raziskovalka v uradu predsednice vlade Helen Clark, pozneje je delovala kot politična svetovalka v Londonu in kot predsednica Mednarodne skupnosti socialistične mladine. Za poslanko je bila prvič izvoljena leta 2008, ko je njena Laburistična stranka po devetih letih izgubila oblast. Avgusta 2017 je na čelu stranke zamenjala Andrewa Littla, ki je odstopil po zgodovinsko nizki javnomnenjski podpori stranki. Pod vodstvom Ardernove je se je podpora Laburistični stranki dvignila, na volitvah septembra 2017 je osvojila drugo mesto na volitvah in sestavila manjšinsko vlado. Jacinda Ardern je s 37 leti postala najmlajša predsednica novozelandske vlade v zgodovini, junija 2018 pa je postala druga izvoljena predsednica vlade na svetu (po Benazir Buto), ki je med opravljanjem funkcije rodila otroka.
Ardernova se opredeljuje kot socialdemokratka in progresistka. Njena prva vlada se je osredotočala na reševanje stanovanjske krize, otroške revščine in družbene neenakosti. Marca 2019 je v odziv na strelski napad na mošeji v Christchurchu nemudoma sprejela strožjo zakonodajo o strelnem orožju, v letu 2020 pa je vodila državo skozi pandemijo koronavirusne bolezni. Pod njenim vodstvom je Laburistična stranka zmagala na volitvah 2020 in osvojila absolutno večino v parlamentu.
Januarja 2023 je napovedala svoj odstop s položaja vodje laburistov in predsednice vlade. Za njenega naslednika je bil brez protikandidata izbran Chris Hipkins.

## Zgodnje življenje
Ardernova, rojena v Hamiltonu na Novi Zelandiji, je odrasla kot mormonka v Murupari in Morrinsvillu, kjer je njen oče Ross Ardern delal kot policist in mama Laurell Ardern (rojena Bottomley) kot pomočnica šolske prehrane. Obiskovala je srednjo šolo v Morrinsvillu in Univerzo Waikato, kjer je diplomirala leta 2001 na področju komunikacij v politiki ali odnosih z javnostjo.
V politiko jo je uvedla njena teta Marie Ardern, dolgoletna članica Laburistične stranke, ki jo je v najstniških letih pridobila za pomoč pri kampanji za poslanca iz New Plymoutha Harryja Duynhovena pred volitvami leta 1999.
Ardernova se je Laburistični stranki pridružila pri 17 letih in postala vidna članica krila Mladih laburistov. Po diplomi je delala kot raziskovalka v uradih Phila Goffa in Helen Clark. Potem ko je v New Yorku delala kot prostovoljka v ljudski kuhinji in v kampanji za delavske pravice, se je preselila v London, kjer je postala višja svetovalka v 80-članski enoti za politiko tedanjega britanskega predsednika vlade Tonyja Blaira. Z Blairom se v Londonu ni srečala, vendar ga je zaslišala glede invazije na Irak na enem od dogodkov na Novi Zelandiji leta 2011.
Leta 2008 je bila Ardernova izvoljena za predsednico Mednarodne skupnosti socialistične mladine, zaradi česar je potovala v številne države, med drugim Jordanijo, Izrael, Alžirijo in Kitajsko.

## Zgodnja politična kariera

### Poslanka
Na volitvah leta 2008 je bila Ardernova laburistična kandidatka v volilnem okrožju Waikato. Prav tako je zasedala 20. mesto na listi Laburistične stranke, kar je bila za nekoga, ki dotlej še ni bil poslanec, zelo visoka uvrstitev. V volilnem okrožju ni bila izvoljena, vendar je vstopila v parlament kot poslanka s strankarske liste. Z 28 leti je bila najmlajša poslanka tedanjega parlamenta. Vodja Laburistične stranke in vodja opozicije Phil Goff jo je imenoval za predstavnico za mladinske zadeve. Redno se je pojavljala v novozelandski jutranji pogovorni oddaji Breakfast ob poslancu konzervativne Nacionalne stranke Simonu Bridgesu.
Na volitvah leta 2011 se je potegovala za sedež v volilnem okrožju Osrednji Auckland, kjer se je pomerila z Nikki Kaye iz Nacionalne stranke in z Denise Roche iz stranke Zelenih. Čeprav je ciljala na volivce Zelenih, naj strateško glasujejo za njo, je izgubila proti Kayejevi za 717 glasov. V parlament je ponovno prišla kot kandidatka z liste, na kateri je bila uvrščena na 13. mesto. Ko je Goff po porazu na teh volitvah odstopil kot vodja Laburistične stranke, je Ardernova podprla Davida Shearerja pred Davidom Cunliffom. Decembra 2011 je pod novim vodjem Shearerjem zasedla četrto najvišje mesto vlade v senci in postala predstavnica za socialni razvoj.
Na volitvah 2014 je Ardernova ponovno kandidirala v osrednjem Aucklandu in znova izgubila proti Kayejevi, pri čemer je zmanjšala razliko s 717 na 600 glasov. V parlament se je vrnila kot petouvrščena na listi laburistov in pod vodjem stranke Andrewom Littlom postala predstavnica v senci za pravosodje, otroke, mala podjetja ter umetnost in kulturo.
Po odstopu Davida Shearerja z mesta poslanca decembra 2016 je bila Ardernova izbrana za laburistično kandidatko za nadomestne volitve v okrožju Mount Albert. 21. januarja 2017 se je v Aucklandu udeležila shoda za pravice žensk, ki so potekali po vsem svetu v protest proti novemu predsedniku ZDA Donaldu Trumpu. Na nadomestnih volitvah, ki so potekale februarja 2017, je zmagala s 77 odstotki glasov, izpraznjen sedež strankarske liste pa je zasedel Raymond Huo. Po uspehu na volitvah so jo vsled upokojitve Annette King soglasno izvolili za namestnico vodje Laburistične stranke.

### Vodja opozicije
1. avgusta 2017, le nekaj tednov pred splošnimi volitvami, je prevzela funkcijo vodje Laburistične stranke in s tem vodje opozicije, potem ko je Andrew Little odstopil zaradi zgodovinsko nizkih rezultatov v javnomnenjskih anketah. S 37 leti je postala najmlajša vodja stranke v njeni zgodovini in druga ženska na tem položaju za Helen Clark. Po besedah Ardernove ji je Little že 26. julija predlagal, naj prevzame vodstvo, vendar ga je zavrnila in mu rekla, naj »zdrži«.
Na prvi tiskovni konferenci po izvolitvi za vodjo je dejala, da bo zaščitni znak njene kampanje »nenehna pozitiva«. Po njenem prevzemu položaja so stranko zasuli z donacijami, ki so na svojem višku dosegle 700 novozelandskih dolarjev na minuto. O njej so odobravajoče poročali številni mediji, vključno z mednarodnimi, komentatorji pa so omenjali »učinek Jacinde« in »Jacindamanijo«. Laburistična stranka se je močno povzpela v javnomnenjskih anketah: konec avgusta ji je agencija Colmar Brunton izmerila 43-odstotno podporo (v času Littlovega vodstva 24-odstotno) in prvo prednost pred Nacionalno stranko po več kot desetletju. Kritiki so izpostavljali, da so njena prepričanja podobna Littlovim, porast priljubljenosti stranke pa so pripisovali predvsem njeni mladosti in privlačnemu videzu.
Sredi avgusta 2017 je Ardernova zatrdila, da bo laburistična vlada ustanovila delovno skupino za davke, ki bo preučila možnost uvedbe davka na kapitalski dobiček, izključila pa je obdavčenje družinskih domov. Zaradi slabega odziva javnosti se je načrtu odpovedala, predstojnik za finance Grant Robertson pa je zatrdil, da laburisti ne bodo uvajali nobenih novih davkov do volitev 2020. Minister za finance iz Nacionalne stranke Steven Joyce je laburiste obtožil, da imajo v svoji davčni politiki 11,7-milijardno »luknjo«. Kmetje so kritizirali davke na vodo in onesnaževanje, ki so jih predlagali laburisti in zeleni. Septembra 2017 je lobistična skupina Federated Farmers uprizorila protest v Morrinsvillu, domačem mestu Ardernove. Protesta se je v okviru kampanje udeležil vodja stranke Najprej Nova Zelandija Winston Peters, ki pa je bil deležen posmeha s strani kmetov.
Na volitvah 23. septembra 2017 je Laburistična stranka osvojila drugo mesto s 36,89 odstotka glasov in 46 sedeži v parlamentu. Izid je bil za 14 sedežev boljši od predhodnih volitev in najboljši od leta 2008, ko je Laburistična stranka izgubila oblast. Ker prvouvrščena Nacionalna stranka ni osvojila dovolj poslanskih mest za oblikovanje vlade, sta se Ardernova in njen namestnik Kelvin Davis pogajala o sestavi koalicije z Zelenimi in s populistično stranko Najprej Nova Zelandija.

## Prvi mandat predsednice vlade (2017–2020)
19. oktobra 2017 je vodja stranke Najprej Nova Zelandija Winston Peters pristal na oblikovanje koalicije z laburisti, s čimer je Ardernova postala predsednica vlade. Stranka Zelenih je postala zunajkoalicijska partnerica. Ardernova je imenovala Petersa za namestnika predsednice vlade in ministra za zunanje zadeve. Stranki Najprej Nova Zelandija je dodelila pet ministrskih mest. 20. oktobra je potrdila, da bo prevzela ministrske listnice za nacionalno varnost in obveščevanje, za umetnost, kulturo in dediščino ter za ranljive otroke, kar je odsevalo njene položaje v vladi v senci. Pet dni zatem je bil njen položaj ministrice za ranljive otroke zamenjan z ministrico za zmanjšanje revščine otrok, ministrica za otroke pa je postala poslanka stranke Najprej Nova Zelandija Tracey Martin. Ardernova je pred generalno guvernerko Patsy Reddy prisegla 26. oktobra. Ob prevzemu funkcije je izjavila, da bo njena vlada »osredotočena, razumevajoča in močna«.
Ardernova je tretja ženska predsednica vlade po Jenny Shipley (1997–1999) in Helen Clark (1999–2008). Je članica Sveta ženskih svetovnih voditeljic. S 37 leti ob prevzemu položaja je najmlajša vodja novozelandske vlade od Edwarda Stafforda, ki je postal premier leta 1856.
Januarja 2018 je Ardernova sporočila, da je noseča. Po rojstvu hčerke je Winston Peters šest tednov opravljal funkcijo vršilca dolžnosti predsednika vlade.

### Domača politika
Ardernova namerava v enem desetletju prepoloviti revščino otrok na Novi Zelandiji. Julija 2018 je oznanila začetek svoje vodilne pobude, »Družinskega paketa«. Paket je med drugim postopno zvišal plačan porodniški dopust na 26 tednov ter družinam z nizkimi ali srednjimi dohodki in z majhnimi otroki začela izplačevati 60 dolarjev na teden. Leta 2019 je vlada začela s programom brezplačnih kosil v nekaterih šolah. Ostali ukrepi za zmanjševanje revščine so obsegali zvišanje socialne podpore, razširitev brezplačnih zdravniških storitev, ponujanje brezplačnih higienskih pripomočkov v šolah in gradnja državnih stanovanj.
Vlada Ardernove je večkrat zvišala minimalno plačo in ustanovila sklad za podeželski razvoj, namenjen vlaganju v podeželsko infrastrukturo. Preklicala je znižanje davkov, ki ga je načrtovala prejšnja vlada Nacionalne stranke, in objavila, da bo namesto tega usmerila izdatke v zdravstvo in izobraževanje. Prvo leto višjega izobraževanja je s 1. januarjem 2018 postalo brezplačno, po stavki učiteljev pa je vlada pristala na zvišanje plač v osnovnih šolah za 12,8 do 18,5 odstotka do leta 2021.
Ardernova nasprotuje kriminalizaciji uporabnikov marihuane in je napovedala referendum o zadevi. Nezavezujoč referendum o legalizaciji kanabisa je potekal kot del splošnih volitev 17. oktobra 2020. Na televizijskem soočenju pred volitvami je Ardernova priznala, da je v preteklosti uživala marihuano.
2. februarja 2018 je Ardernova odpotovala v Waitangi na vsakoletno spominsko slovesnost ob dnevu Waitangi; v naselju je ostala pet dni, dlje od kateregakoli predhodnika. Postala je prva predsednica vlade, ki je imela govor z vrhnje marae. Maorski voditelji so njen obisk dobro sprejeli, v nasprotju s pikrimi odzivi, ki so jih bili deležni številni predhodniki.
24. avgusta 2018 je iz kabineta odstranila ministrico za telekomunikacije Clare Curran, potem ko ni razkrila svojega neslužbenega sestanka z eno od postaj, kar so ocenili za navzkrižje interesov. Curranova je ostala ministrica izven kabineta in opozicija je kritizirala Ardernovo, ker je ni odpustila iz njene listnice. 7. septembra je Ardernova sprejela odstop Curranove.
Čeprav se je Laburistična stranka na zadnjih treh volitvah zavzemala za uvedbo davka na kapitalski dobiček, je aprila 2019 Ardernova razglasila, da vlada tega davka pod njenim vodstvom ne bo sprejela.
Septembra 2019 je bila Ardernova deležna kritik za svoje ravnanje ob obtožbah o spolnem napadu sodelavca Laburistične stranke na prostovoljko. Izjavila je, da po njenih informacijah obtožba ni vključevala spolnega napada ali nasilja, preden je poročilo o incidentu objavila spletna revija The Spinoff. Mediji so podvomili v njen opis dogodkov, eden od komentatorjev pa je zapisal, da je njeno trditev »težko pogoltniti«.

### Zunanja politika
5. novembra 2017 je Ardernova opravila prvi zunanji uradni obisk v Avstraliji, kjer se je prvič sestala s predsednikom vlade Malcolmom Turnbullom. Odnosi med državama so bili v preteklih mesecih napeti zaradi avstralskega ravnanja z Novozelandci v državi, malo pred prevzemom položaja pa je Ardernova poudarila potrebo, da se stanje popravi in razvije boljši delovni odnos z avstralsko vlado. Turnbull je srečanje opisal prijateljsko: »Zaupava si /.../ Dejstvo, da sva iz različnih političnih tradicij, ni pomembno«. 9. novembra je odletela v Vietnam na svoj prvi obisk vrha APEC.
Novembra 2017 sta minister za trgovino in rast izvoza David Parker in Ardernova oznanila, da bo Nova Zelandija nadalje sodelovala v pogajanjih Čezpacifiškega partnerstva kljub nasprotovanju Zelene stranke. 25. oktobra 2018 je Nova Zelandija ratificirala popravljen sporazum, ki ga je Ardernova opisala kot boljšega od prvotnega sporazuma.
Decembra 2017 je izrazila podporo resoluciji Združenih narodov, ki je zavračala Trumpovo priznanje Jeruzalema za glavno mesto Izraela, pri čemer je izjavila, da zaradi nekaterih odločitev, »ki smo jim bili nedavno priča od mednarodnih igralcev, kot so ZDA /.../ nazadujemo, ne napredujemo«.
20. aprila 2018 se je udeležila srečanja predsednikov vlad Commonwealtha v Londonu, kjer je imela prvo avdienco pri kraljici Elizabeti II.
5. septembra je odpotovala v Nauru na Čezpacifiški forum. Mediji in politični nasprotniki so grajali njeno odločitev, da potuje ločeno od ostanka odprave, da bi preživela več časa s svojo hčerjo. Kritiki so izračunali, da bi dodatni let davkoplačevalce stal do 100.000 dolarjev. Pred tem je Ardernova odklonila predloge, naj se foruma ne udeleži, pri čemer se je sklicevala na tradicijo; bila bi prva predsednica vlade Nove Zelandije od leta 1971, ki se foruma ne bi udeležila zunaj kroga volitev. Kasneje je bila deležna kritik, ker se ni srečala z begunci v Nauruju.
24. septembra je Ardernova postala prva voditeljica vlade, ki se je udeležila generalne skupščine Združenih narodov s svojim dojenčkom. V svojem nagovoru generalne skupščine 27. septembra je pohvalila Združene narode za njihovo večstranskost, izrazila podporo svetovni mladini ter pozvala k ukrepanju proti podnebnim spremembam, za enakopravnost spolov in k dobroti.
Oktobra 2018 je izpostavila vprašanje prevzgojnih taborišč v pokrajini Xinjiang in kršenja človekovih pravic ujgurske manjšine na Kitajskem, katere oblasti so internirale več kot milijon Ujgurov in ostalih pretežno muslimanskih manjšin v taboriščih brez obtožb ali kakršnihkoli pogojev za izpustitev. Izrazila je zaskrbljenost glede preganjanja muslimanov Rohingja v Mjanmaru; novembra 2018 se je sestala z mjanmarsko voditeljico Aung San Su Či in ponudila kakršnokoli pomoč, ki jo lahko da Nova Zelandija za razrešitev rohinške krize.
23. septembra 2019 se je na vrhu Združenih narodov v New Yorku Ardernova prvič uradno sestala z Donaldom Trumpom. Poročala je, da je predsednik ZDA pokazal »zanimanje« za novozelandsko shemo odkupa orožja.
Februarja 2020 je kritizirala avstralsko politiko izganjanja Novozelandcev, od katerih so mnogi živeli v Avstraliji, ne da bi prevzeli avstralsko državljanstvo, kot »korozivno« in škodljivo za odnose med državama.

### Napad na mošeji v Christchurchu
15. marca 2019 je bilo 51 ljudi ubitih in 49 poškodovanih v strelskem napadu na dve mošeji v Christchurchu. V izjavi, ki se je prenašala po televiziji, je Ardernova izrazila sožalje in zatrdila, da je napad izvedel osumljenec z »ekstremističnimi pogledi«, ki jim na Novi Zelandiji niti nikjer drugje na svetu ni mesta. Opisala ga je kot dobro načrtovan teroristični napad.
Ardernova je po napadu razglasila obdobje žalovanja in v prestolnici Wellington odprla žalno knjigo, v katero se je prva podpisala. Odpotovala je v Christchurch, kjer se je srečala z reševalci in družinami žrtev. V nagovoru parlamenta se je zaobljubila, da nikoli ne bo izrekla imena strelca: »Izgovarjajte imena tistih, ki so v napadu izgubili življenja, ne pa imena človeka, ki jim jih je vzel /.../ zame je človek brez imena«. Za svoj odziv na napad je prejela pohvale z vsega sveta, fotografijo, na kateri objema članico muslimanske skupnosti v Christchurchu, pa so skupaj z besedo »mir« v angleščini in arabščini projicirali na Burdž Kalifo, najvišjo zgradbo na svetu. Maja 2019 je avstralska slikarka odkrila 25-metrski mural te fotografije.
Vlada Ardernove se je na streljanje odzvala z napovedjo strožjih predpisov o strelnem orožju. Izjavila je, da je napad razkril vrsto šibkosti v novozelandski orožarski zakonodaji. 10. aprila, manj kot mesec po napadu, je novozelandski parlament sprejel zakon, ki prepoveduje večino polavtomatskih orožij in jurišnih pušk, dele za pretvorbo pušk v polavtomatske in magazine z večjimi kapacitetami.
Po besedah šrilanškega ministra za obrambo Ruwana Wijewardeneja so bili velikonočni bombni napadi v tej državi maščevanje za napade v Christchurchu. V to trditev je Ardernova podvomila in domnevala, da so bili bombni napadi načrtovani že pred streljanjem na Novi Zelandiji.
15. maja 2019 sta Ardernova in francoski predsednik Emmanuel Macron vodila vrh »Christchurch Call«, katerega cilj je bil »združiti države in tehnološka podjetja v preprečevanju uporabe družbenih omrežij za širjenje terorizma in nasilnega ekstremizma«.

### Pandemija koronavirusne bolezni
V odziv na pandemijo koronavirusne bolezni 2019 je Ardernova 14. marca 2020 napovedala, da bo vsakdo, ki bo v državo vstopil od polnoči dalje, moral v 14-dnevno samoizolacijo. Rekla je, da bo z novimi pravili Nova Zelandija »država z najobširnejšimi in najstrožjimi mejnimi omejitvami na svetu«. 19. marca je Ardernova naznanila, da se bo meja Nove Zelandije s polnočjo naslednjega dne zaprla za vse, ki nimajo novozelandskega državljanstva ali stalnega prebivališča. V noči na 26. marec je vlada odredila zaprtje vseh nenujnih storitev ter odpovedala dogodke in tekme po vsej državi.
Državni in mednarodni mediji so ob pokrivanju vladnega odziva hvalili Ardernovo za njeno vodenje in nagel odziv na izbruh bolezni. Novinarka The Washington Posta je njeno redno uporabo intervjujev, tiskovnih konferenc in družbenih omrežij označila za »vrhunsko v krizni komunikaciji«. Alastair Campbell, novinar in nekdanji svetovalec Tonyja Blaira, jo je pohvalil za reševanje tako človeških kot gospodarskih posledic pandemije.
Sredi. aprilaa 2020 sta dve osebi vložili tožbo proti Ardernovi in več vladnim uradnikom, ker naj bi zaprtje države ob pandemiji koronavirusa poseglo v njuno svobodo in ker naj bi bilo odrejeno zaradi »političnih koristi«. Visoko sodišče v Aucklandu je tožbo zavrglo.
5. maja 2020 so se Ardernova, avstralski predsednik vlade Scott Morrison ter več vodij avstralskih držav in ozemelj dogovorili za razvoj čeztasmanskega varnega območja gibanja, ki bi državljanom obeh držav omogočil prosto potovanje kot del rahljanja koronavirusnih omejitev.
Javnomnenjske raziskave po koncu zaprtja države so Laburistični stranki izmerile skoraj 60-odstotno podporo. Maja 2020 je Ardernova v anketi Newshub Reid Research prejela 59,5 odstotka glasov za »želenega predsednika vlade«, kar je bil najvišji rezultat kateregakoli voditelja v zgodovini te ankete.

## Drugi mandat predsednice vlade (2020–2023)
Na splošnih volitvah 2020 je Laburistična stranka pod vodstvom Ardernove osvojila absolutno večino 65 sedežev v 120-članskem predstavniškem domu in 50 % glasov. Prav tako je obdržala volilno okrožje Mount Albert. Ardernova je zmago pripisala odzivu svoje vlade na pandemijo COVID-19 in na gospodarski vpliv, ki ga je pandemija povzročila.
V naslednjih letih je podpora njeni vladi postopoma upadala zaradi spreminjanja odnosa javnosti do pandemije, naraščanja življenjskih stroškov in neizpolnjenih predvolilnih obljub. Jacinda Ardern je 19. januarja 2023, pred prihajajočimi parlamentarnimi volitvami, napovedala svoj odstop 7. februarja istega leta zaradi izgorelosti.

## Politična prepričanja
Ardernova se opisuje kot socialdemokratka, progresistka, republikanka in feministka, za politično vzornico pa navaja Helen Clark. Obseg otroške revščine in brezdomstva na Novi Zelandiji je opisala kot »očitno polomijo« kapitalizma.
Zavzema se za omejitev priseljevanja na Novo Zelandijo za nekaj deset tisoč ljudi na leto; trdi, da gre za »težavo infrastrukture« in da v preteklosti »ni bilo dovolj načrtovanja glede rasti prebivalstva in primernega ciljanja pomanjkanj veščin«. Po drugi strani želi povečati sprejem beguncev.
Meni, da bi morali o ohranitvi ali odpravi maorskih volilnih okrožij odločati Maori: »(Maori) niso izrazili potrebe po ukinitvi teh sedežev, zakaj bi si torej zastavljali to vprašanje?«. Zagovarja obvezno poučevanje maorščine v šolah.
Septembra 2017 je izjavila, da želi razpravo o odstranitvi monarha Nove Zelandije kot državnega poglavarja.
Ardernova je izrazila podporo istospolnim zakonskim zvezam in glasovala za spremembo zakona o definiciji zakonske zveze leta 2013, s katero je država dovolila poroke istospolnih parov. Leta 2018 je postala prva novozelandska predsednica vlade, ki je hodila v paradi ponosa. Podprla je omilitev zakonodaje o splavu, tako da je brisala umetno prekinitev nosečnosti iz kazenskega zakonika 1961. Marca 2020 je glasovala za zakon, ki je dekriminaliziral splav.
Izrazila je podporo rešitvi izraelsko-palestinskega spora z dvema državama, izraelsko in palestinsko. Obsodila je smrti Palestincev med protesti na meji z Gazo.

## Osebno življenje

### Vera
Čeprav je bila vzgojena kot pripadnica Cerkve Jezusa Kristusa svetih iz poslednjih dni, je Ardernova leta 2005 izstopila iz nje, saj se je po njenih besedah razhajala z njenimi osebnimi prepričanji, posebej z njeno podporo pravicam istospolnih. Januarja 2017 se je opredelila kot agnostična. Kot predsednica vlade se je leta 2017 sestala s predsednikom Cerkve Jezusa Kristusa svetih iz poslednjih dni Russlom M. Nelsonom.

### Družina
Ardernova je sestrična v drugem kolenu župana mesta Whanganui, Hamisha McDoualla. Njen daljni bratranec je Shane Ardern, poslanec iz vrst Nacionalne stranke med letoma 1998 in 2014. Glede njunih nasprotnih političnih pripadnosti se je Ardernova šalila, da »o tem ne govorimo«.
Partner Ardernove je televizijski voditelj Clarke Gayford. Prvič sta se spoznala leta 2012 preko skupnega prijatelja, televizijskega modela in voditelja Colina Mathura-Jeffreeja, vendar se nista družila, dokler se ni Gayford obrnil na Ardernovo glede kontroverznega zakonskega osnutka o vladnem obveščevalnem uradu. 3. maja 2019 je prišlo v javnost, da sta se Ardernova in Gayford zaročila.
19. januarja 2018 je Ardernova oznanila, da pričakuje prvega otroka. 21. junija ob 16:45 po lokalnem času je v mestni bolnišnici v Aucklandu rodila deklico, s čimer je postala druga izvoljena voditeljica vlade v zgodovini, ki je rodila med svojim mandatom (po Benazir Buto leta 1990). 24. junija je razkrila, da je hčeri ime Neve Te Aroha – Neve je anglicizirana oblika irskega imena Niamh, ki pomeni »svetla«, Aroha v maorščini pomeni »ljubezen«, Te Aroha pa je gora v verigi Kaimai blizu Jacindinega domačega mesta Morrinsvilla.

### Ostalo
Ardernova je imela posvojeno polidaktilno mačko z imenom Paddles, ki je po njeni zmagi na volitvah zaslovela kot »prva mačka«. Paddles je poginila novembra 2017, potem ko jo je udaril avtomobil v predmestju Aucklanda.
Navija za ragbi klub Chiefs iz njene domače pokrajine Waikato.